# Linnés tvåtåiga sengångare
Linnés tvåtåiga sengångare (Choloepus didactylus) är ett däggdjur i ordningen håriga trögdjur som förekommer i Sydamerika.

## Kännetecken
Arten når en kroppslängd av 53 till 75 centimeter och en vikt mellan 4 och 8 kilogram. Pälsen har egentligen en gråbrun färg men den verkar grönaktig på grund av flera alger som lever där. Hårets mittbena ligger på buken så att vattnet rinner av när individen hänger upp och ner. Halsen är kort och har 6 till 7 halskotor. Djuret har långa böjda klor vid de främre fötterna som ger ett bättre grepp på grenen. Yttre öron finns bara rudimentärt, ögonen är däremot stora.

## Utbredning och habitat
Linnés tvåtåiga sengångare lever i norra Sydamerika. Utbredningsområdet sträcker sig från centrala Colombia och Venezuela i norr, samt östra Ecuador och Peru i väst till norra Brasilien. De flesta individerna förekommer i regnskogen i Amazonområdet. Arten vistas nästan hela livet i träd.

## Levnadssätt
Denna sengångare sover vanligen 15 timmar per dag. Den är aktiv mellan skymningen och gryningen. På grund av den mycket låga ämnesomsättningen avsöndrar den avföring bara en gång per vecka. Den rör sig mycket långsamt i trädet men har bra simförmåga. Algerna i pälsen ger djuret bra kamouflage men om den upptäckts av en fiende kan den försvara sig med sina långa klor. Arten är vanligen tyst men har några låga läten.

## Föda
Linnés tvåtåiga sengångare är nästan uteslutande växtätare. Bara i enstaka fall har det registrerats att individer ätit insekter eller andra smådjur. Vanliga födoämnen är löv, frukter, bär och små kvistar som djuret för till munnen med en hand medan den håller sig fast med andra handen. Vätskebehovet täcks med födan eller dagg.

## Fortplantning
Honor blir könsmogna efter tre år och hannar ett till två år senare. De kan para sig hela året men honor har bara en kull per år. Efter dräktigheten som varar uppskattningsvis i 6 till 10 månader föder honan oftast ett enda ungdjur. Tiden är rätt osäker då ägget vilar en obestämd tid efter befruktningen. Ungdjuret håller sig fast i pälsen på moderns buk. Ungen avvänjs efter två till tre månader och i början får den föda som tuggats av modern. Efter två till tre år är individerna helt utvecklade. Livslängden i naturen går upp till 20 år och individer i fångenskap har blivit upp till 27 år gamla.

## Hot
Allmänt finns inget större hot för arten. De jagas bara i enstaka fall och i Colombia säljs de ibland som sällskapsdjur. IUCN betraktar populationen som säkrad och listar arten som livskraftig (least concern).